# Frans Schraven (bisschop)
Franciscus Hubertus (Frans) Schraven (Lottum, 13 oktober 1873 - Zhengding, 9 oktober 1937) was een Nederlands geestelijke en een bisschop van de Rooms-Katholieke Kerk.

## Biografie

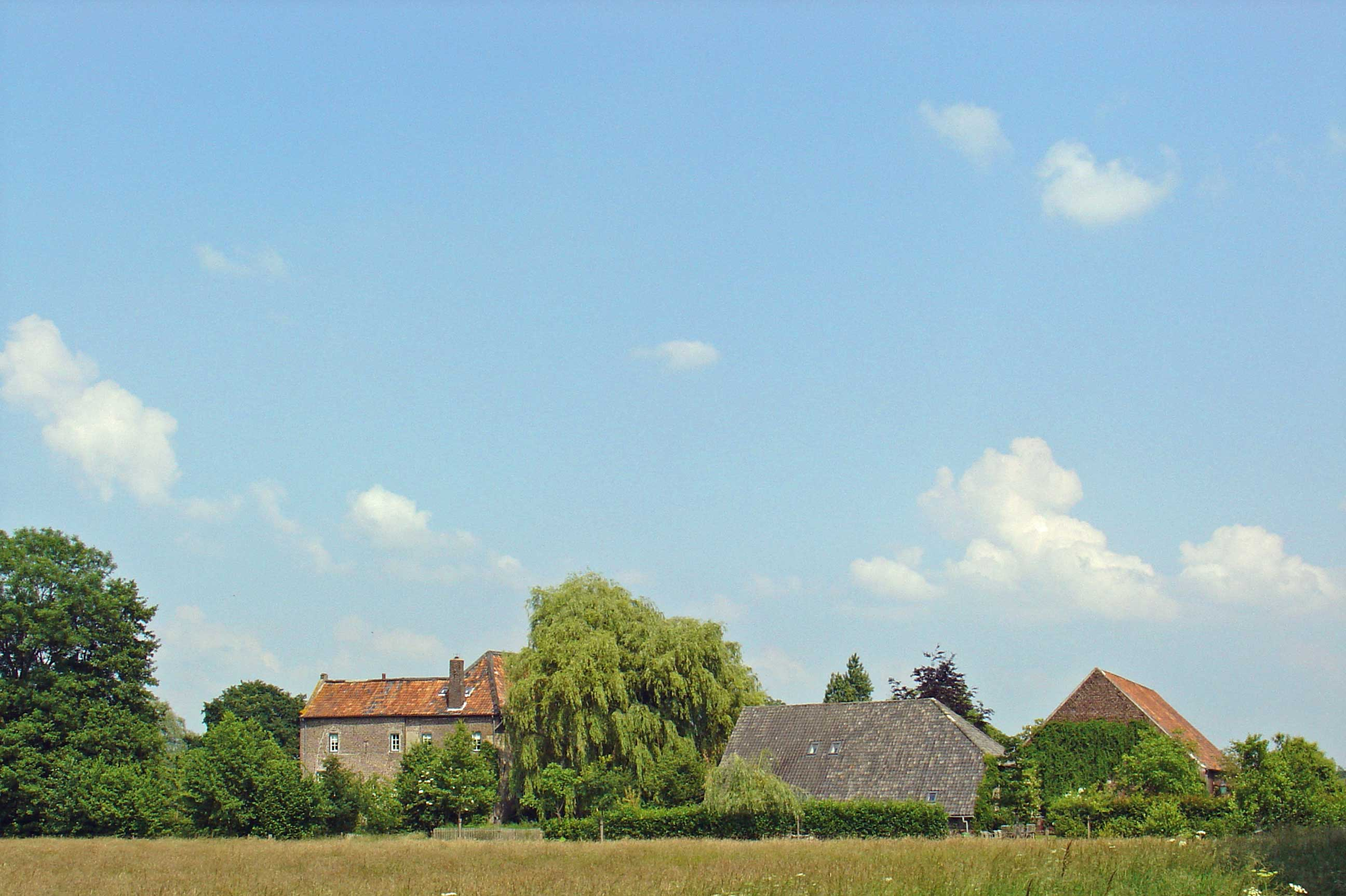
Geboortehuis Huis Kaldenbroek van mgr. Schraven

Schraven werd in 1873 in Huis Kaldenbroek in Lottum geboren als zoon van de akkerbouwer Jakob Arnold Schraven en Jacoba Huberdina Wijnhoven. Na de gymnasiumopleiding aan het Bisschoppelijk College in Roermond te hebben gevolgd studeerde hij filosofie in Rolduc. Hij trad in bij de congregatie van de lazaristen. Zijn priesterwijding vond plaats op 27 mei 1899 in Parijs. Daarna vertrok hij als missionaris naar China. Op 16 december 1920 volgde zijn benoeming tot titulair bisschop van Amyclea en apostolisch vicaris van Zhengding. Hij werd op 10 april 1921 tot bisschop gewijd door zijn medebroeder Frans Geurts. Als bisschop koos hij als wapenspreuk een van de aanspreektitels uit de Litanie van Loreto: Virgo potens, Machtige Maagd. In 1925 onderbrak hij zijn verblijf in China voor een ad limina bezoek aan Rome. Hij combineerde dit bezoek met een familiebezoek aan Nederland. In 1926 keerde hij terug naar China. De daaropvolgende periode wordt getekend door grote binnenlandse onlusten in China. Tijdens de Japans-Chinese oorlog werd Schraven, samen met acht anderen, door Japanse soldaten vermoord en verbrand, nadat hij geweigerd had om vrouwen, die toevlucht hadden gezocht in de missiepost, uit te leveren als troostmeisjes.

## Zaligverklaringsproces
Het gedachtegoed van mgr. Schraven wordt in Limburg levend gehouden door een naar de bisschop vernoemde stichting. Deze stichting heeft zich ook beijverd voor de zaligverklaring van Schraven. De diocesaan proces daartoe werd in 2013 geopend en een klein jaar later afgesloten. De documenten die betrekking hebben op het zaligverklaringsproces zijn door het bisdom in handen gesteld van de Congregatie voor de Heilig- en Zaligsprekingsprocessen in Rome. 
- International Standard Name Identifier: 0000 0003 9679 4388
- Nederlandse Thesaurus van Auteursnamen: 119898640
- Virtual International Authority File: 291822931
- WorldCat: E39PBJx4vf7RpVcVHjcxcqjwG3